# Oncidium sphegiferum
O  Oncidium sphegiferum  é uma espécie de orquídeas do gênero Oncidium, da subfamilia Epidendroideae, da família das Orquidáceas.

## Etimologia
O nome científico "sphegiferum" deve-se ao formato da flor da espécie Pulvinum, que é mais largo.

## Habitat
Esta especie é originária do Sudeste do Brasil no Estado do Rio de Janeiro. Esta Orquídea cresce sobre árvores. Área de clima quente e úmido de planície.

## Descrição
O Oncidium sphegiferum é uma orquídea epífita com pseudobulbos cilíndricos achatados lateralmente de que saem apicalmente duas folhas coriáceas estreitas oblongo linguladas, em seu centro nascem duas hastes florais de pequenas e diminutas flores.
Possui um ramo floral paniculado.
Flores com pétalas e sépalas de um ligeiro tom amarelo-esverdeado com manchas de cor marrom-alaranjado e labelo amarelo pálido com pintinhas vermelhas.

## Cultivo
Tem preferência por alta luminosidade ou com sombra moderada. Para cultivar, deve-se plantar em um tronco com a base reta não muito larga, para que se possa manter em pé e planta-se a orquídea amarrada a um tutor orientado para o leste.
Pode-se por no exterior como os Cymbidiums para estimular a floração. No inverno, manter o substrato seco com poucas regas. Florescem em Janeiro e Fevereiro no seu habitat.

## Sinônimos
- Oncidium pulvinatum Lindl. (1838)
- Oncidium sciurus Scheidw. (1839)
- Oncidium sphegiferum Lindl. (1843)
- Oncidium robustissimum Rchb.f. (1888)